# Dolina Huciańska (Rów Podtatrzański)

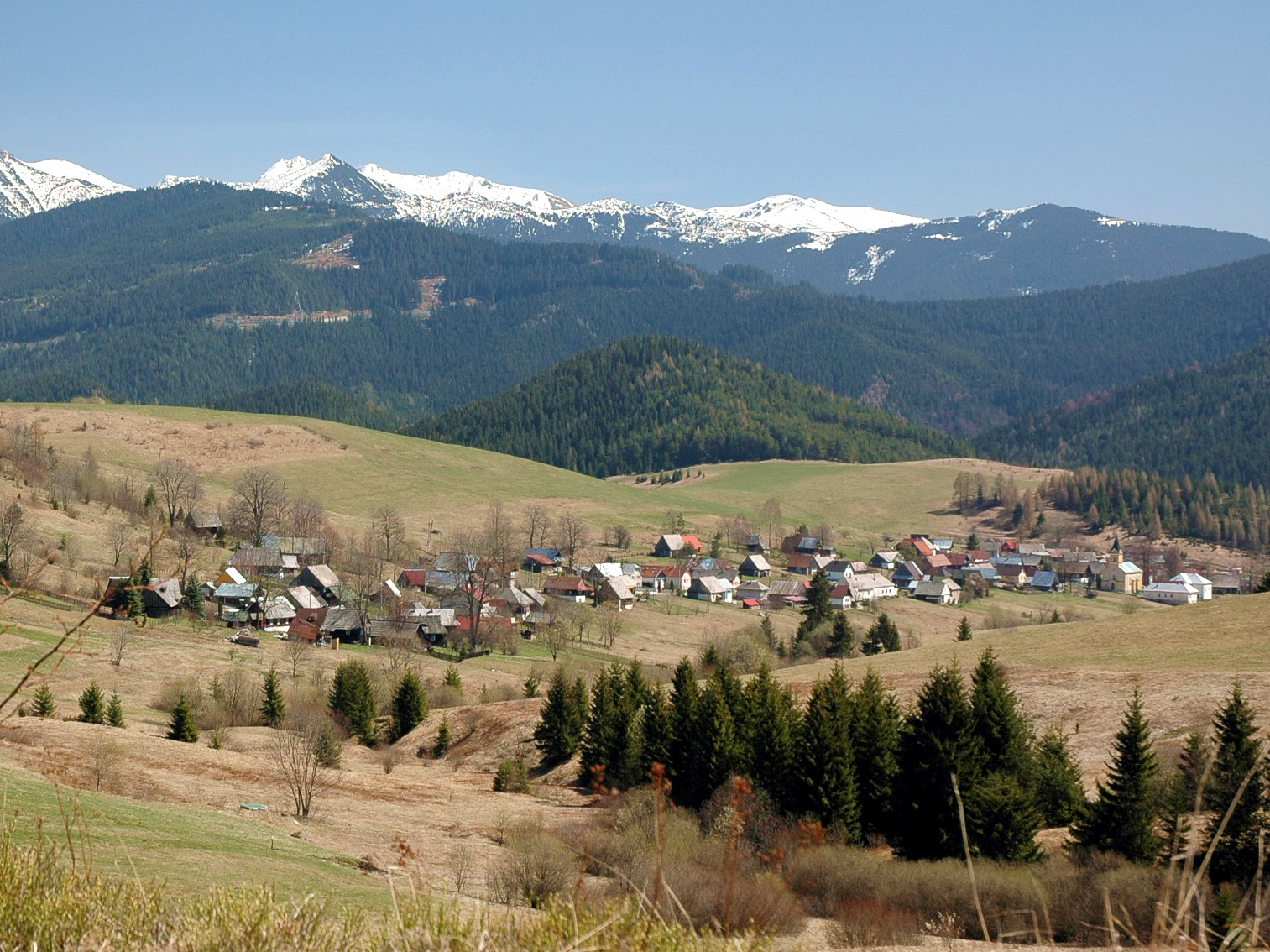
Wielkie Borowe, Dolina Huciańska i Tatry Zachodnie

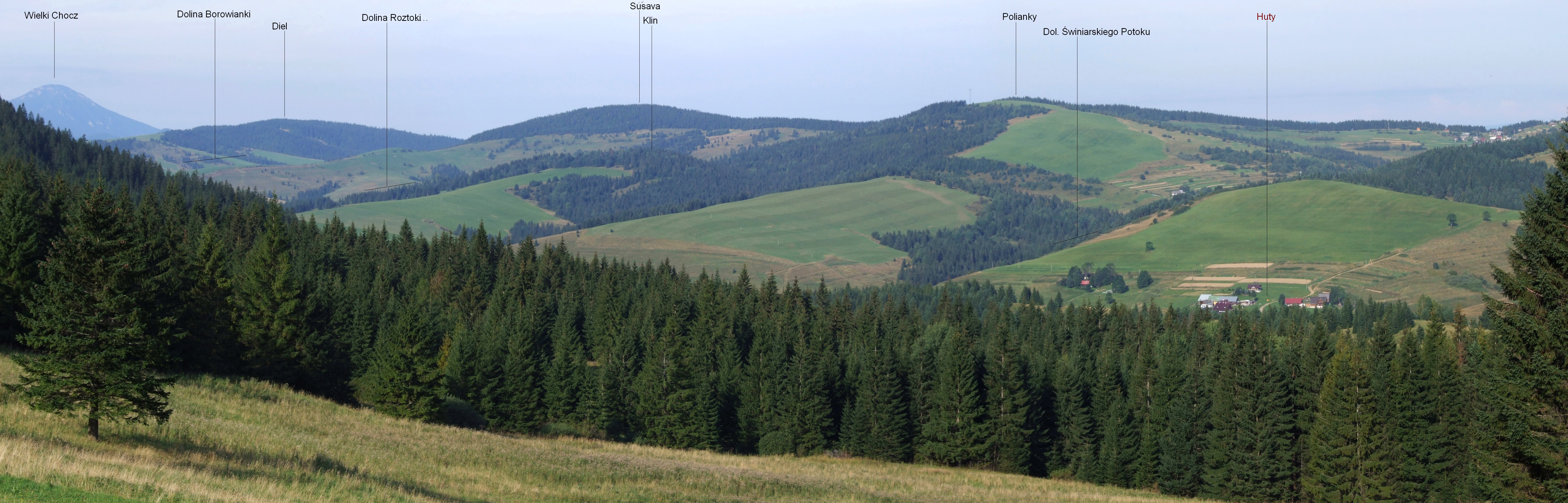
Dolina Huciańska

Dolina Huciańska (słow. Hutianska dolina) – część Rowu Podtatrzańskiego, dolina oddzielająca Tatry Zachodnie od Skoruszyńskich Wierchów i Pogórza Orawskiego. Nazwa Dolina Huciańska używana jest w polskich opracowaniach, podaje ją np. Wielka encyklopedia tatrzańska, natomiast przez część słowackich geografów i na niektórych słowackich mapach dolina ta uznawana jest za górną część Doliny Kwaczańskiej
Dolina Huciańska ciągnie się od Huciańskiej Przełęczy (905 m) w dół, poprzez słowacką miejscowość Huty do Obłazów, gdzie przechodzi w Dolinę Kwaczańską. W centrum miejscowości Huty Dolina Huciańska rozdziela się na dwie odnogi; jedna, stanowiąca przedłużenie doliny podchodzi pod Niżnią Huciańską Przełęcz – spływa nią Badlowy Potok, druga odgałęzia się we wschodnim kierunku, w Tatry, gdzie podchodzi pod Jaworzyńską Przełęcz – spływa nią Jaworzyński Potok. Wzdłuż obydwu tych odnóg Doliny Huciańskiej znajdują się zabudowania miejscowości Huty. Głównymi odgałęzieniami Doliny Huciańskiej są Dolina Świniarskiego Potoku, Dolina Roztoki i Dolina Borowianki (wszystkie po orograficznie prawej stronie).
Dnem Doliny Huciańskiej spływa potok Hucianka, a wzdłuż niego prowadzi droga z Hut do Kwaczan przez Dolinę Kwaczańską, a także szlak turystyczny. Dla pojazdów samochodowych dostępny jest tylko górny odcinek tej drogi (od Hut do skrzyżowania z szosą do Wielkiego Borowego). Dalsza część tej drogi prowadząca przez rezerwat przyrody Kvačianska dolina dostępna jest tylko dla turystów pieszych.

## Szlaki turystyczne
czerwony: Kwaczany – Dolina Kwaczańska – Obłazy – Dolina Huciańska – Huty

## Przypisy

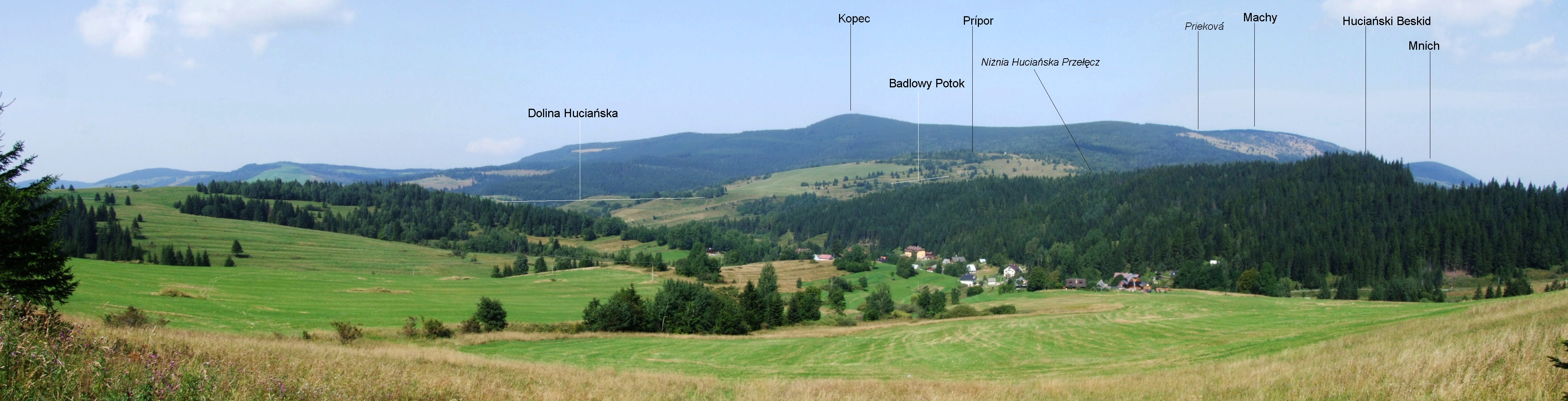
Pogórze Orawskie. Widok z okolic Wyżniej Huciańskiej Przełęczy